# Streets
Streets waren eine amerikanische AOR-Band, die 1982 vom Kansas-Musiker Steve Walsh gegründet wurde und bis 1985 bestand. Mitglieder waren Steve Walsh (Gesang, Keyboard), Mike Slamer (Gitarre), Billy Greer (Bass) und Tim Gerth (Schlagzeug). Streets veröffentlichte zwei Studioalben und ein Livealbum. Ihr größter Erfolg war ihre Single If Love Should Go (1983), die in den Hot Billboards mit Platz 87 die höchste Chartposition erreichte.

## Bandgeschichte
Nachdem Steve Walsh Kansas 1982 verlassen hatte, wollte er musikalisch neue Wege gehen. Seine Idee von Streets war eine Band mit gleichberechtigten Mitgliedern und keine Begleitband eines Solokünstlers. Jeder Musiker sollte zur Entwicklung der Songs gleichberechtigt beitragen. Walsh freundete sich mit dem Schlagzeuger Gerth an, während er mit seiner früheren Band als Opener bei Kansas Konzerten auftrat. Gerth hatte ihn bereits bei Walshs Soloprojekt Schemer Dreamer (1980) unterstützt. Sie beschlossen schließlich eine eigene Band zu gründen und fragten Mike Slamer an, der bis zur Auflösung der englischen Rockband City Boy ihr Gitarrist war. Über den Kansas-Produzenten Jeff Glixman, der ein City-Boy-Fan war, wurde der Kontakt zu Steve Walsh hergestellt. Slamer war an diesem Musikprojekt sehr interessiert gewesen und zog von England in die USA.
„The kind of music that I wanted to make wasn't being played at all in England, so I came here.“

„Die Art von Musik, die ich machen wollte, wurde in England überhaupt nicht gespielt. Also kam ich her.“ (Mike Slammer) 
Greer war ein bekannter regionaler Bassist der Rockband QB1. Am 22. Januar 1983 hatte Streets mit vier eigenen Titeln vor 10.000 Zuhörern ihren ersten Liveauftritt in Nashville beim Charlie Daniels’ Annual Volunteer Jam IX. Ihr Debütalbum 1st wurde später im selben Jahr unter Atlantic Records veröffentlicht.
Obwohl Streets zwei Jahre erfolgreich tourte, gute Kritiken bekam und zwei Studioalben veröffentlichte, war das Musikprojekt ein finanzieller Fehlschlag und wurde nach knapp drei Jahren aufgelöst. Im Juli 1985 formierte Walsh Kansas neu und nahm Billy Greer mit in die Band.

## Musikstil
Streets Musikstil wird dem AOR – Hard Rock zugerechnet und von Tom Demarion von AllMusic als „straight-ahead rock & roll“ bezeichnet. Der melodische Rock ist typisch für die damalige Zeit und wird mit Bands wie Journey (Escape, 1981), Foreigner (4, 1981) oder Yes (90125, 1983) verglichen. Kansas erste Veröffentlichung, nachdem Steve Walsh die Band verlassen hatte, Drastic Measures (1983), war ebenfalls ein AOR-Album und wurde wie Streets’ 1st von Neil Kernon (Hall & Oates) produziert.

## Diskografie
- 1st (1983)
- Crimes in Mind (1985)
- King Biscuit Flower Hour (Livealbum, 1997)

## Rezeption

### 1st (1983)
Ihr Debütalbum 1st enthielt 9 Titel. Die veröffentlichte Single If Love Should Go war der einzige Titel der Band, der mit Platz 87 charten konnte. Das Album selbst war finanziell erfolglos und erreichte nur Rang 163 in den US-Albumcharts. Kritiker beurteilten die Arbeit jedoch überwiegend positiv. AllMusic vergab allerdings nur 3 ½ Sterne von 5. Jeb Wright von Classic Rock Revisited sah Walsh und Slamer dagegen auf dem Album glänzen. Die Titel Cold Hearted Woman und Move On „leuchten wie Sterne“. Phil Ashcroft von Rocktopie befand das Album „bona fide“, „hart rockend“ und eine der besten AOR-Veröffentlichungen soweit er zurückdenken könne.

### King Biscuit Flower Hour Presents Streets (1983/1997)
Das veröffentlichte Live-Album King Biscuit Flower Hour Presents Streets, erst 1997 veröffentlicht, war ein Livekonzert der Promotiontour des Albums 1st und wurde am 28. Oktober 1983 in Pittsburgh aufgezeichnet. Streets tourte 1983 und 1984 meist als Opener für Loverboy.

### Crimes in Mind (1985)
Ihr zweites Album Crimes in Mind (1985) ist eine musikalische Fortsetzung ihres Debütalbums und enthält 10 Titel. Streets engagierte allerdings für vier Songs den erfolgreichen Songwriter Randy Goodrum (Toto, Chicago, Steve Perry), um endlich in den Charts hochzukommen und finanziell erfolgreich zu sein. Am Ende blieb dieses Album auch ein finanzieller Misserfolg, verpasste die Top-200-Albums und Atlantic Records ließ Streets endgültig fallen.  Das Album wurde kaum beachtet, bekam dennoch von einigen Musikkritikern gute Noten. 2013 wurde Crimes in Mind remastered erneut veröffentlicht.